# كارل تي. دورهام
كارل تي. دورهام هو صيدلي وسياسي أمريكي، ولد في 28 أغسطس 1892 في مقاطعة أورانج في الولايات المتحدة، وتوفي في 29 أبريل 1974 في درم في الولايات المتحدة. نشط حزبياً في الحزب الديمقراطي.

## مناصب
- انتخب Trustee [الإنجليزية]‏.
- انتخب عضو  [لغات أخرى]‏ (1924 – 1938).
- انتخب مفوض المقاطعة ‏ (1932 – 1938).
- انتخب عضو المجلس المحلي [الإنجليزية]‏ (1924 – 1932).
- انتخب عضو مجلس النواب الأمريكي [الإنجليزية]‏.